# Marilyn Okoro
Marilyn Chinwenwa Okoro (* 23. September 1984 in London) ist eine britische Leichtathletin, die sich auf den 400- und den 800-Meter-Lauf spezialisiert hat.
Bei den Leichtathletik-Weltmeisterschaften 2007 in Osaka gewann sie mit der britischen 4-mal-400-Meter-Staffel die Bronzemedaille in der Landesrekordzeit von 3:20,04 s. Im 800-Meter-Lauf erreichte sie die Halbfinalrunde. Bei den Olympischen Spielen 2008 in Peking belegte sie mit der britischen 4-mal-400-Meter-Staffel den fünften Platz. Über 800 m verpasste sie als Sechste ihres Halbfinallaufs in 1:59,63 s den Einzug in das Finale. Bei den Leichtathletik-Halleneuropameisterschaften 2009 in Turin gewann sie mit der britischen Staffel die Silbermedaille. Im 800-Meter-Lauf wurde sie Fünfte.
Bei den Leichtathletik-Europameisterschaften 2010 in Barcelona holte Okoro mit der Staffel die Bronzemedaille, während sie über 800 m bereits im Vorlauf ausschied. 2011 belegte sie bei den Halleneuropameisterschaften in Paris den fünften Platz im 800-Meter-Lauf und gewann in der Staffel wie zwei Jahre zuvor erneut die Silbermedaille.
Marilyn Okoro hat bei einer Körpergröße von 1,65 m ein Wettkampfgewicht von 64 kg. Sie hat Französisch und Politik an der University of Bath studiert und startet für die Shaftesbury Barnet Harriers.

## Bestleistungen
Freiluft:
- 400 m: 52,00 s, 8. August 2006, Göteborg
- 800 m: 1:58,45 min, 26. Juli 2008, London
- 1500 m: 4:11,85 min, 20. September 2008, Shanghai

Halle:
- 400 m: 52,98 s, 15. Februar 2009, Sheffield
- 800 m: 1:59,27 min, 21. Februar 2009, Birmingham
- 1500 m: 4:22,33 min, 7. Februar 2009, Stuttgart